# Новая Жизнь (Чувашия)
Но́вая Жизнь (чув. Новая Жизнь) — посёлок в Ибресинском районе Чувашской Республики. Входит в состав Берёзовского сельского поселения.

## География
Находится в центральной части Чувашии на расстоянии приблизительно 17 км на запад-юго-запад по прямой от районного центра посёлка Ибреси.

## История
Образован с 1934 году как поселок колхоза «Новая Жизнь», образованного для переселенцев из Порецкого района (село Турдаково). В 1939 году учтено было 254 жителя, в 1979 году — 207. В 2002 году отмечено 38 дворов, в 2010 — 53.

## Население
Население составляло 112 человек (чуваши 72 %) в 2002 году, 100 в 2010.